# Piène-Haute
 (juillet 2015).
Si vous disposez d'ouvrages ou d'articles de référence ou si vous connaissez des sites web de qualité traitant du thème abordé ici, merci de compléter l'article en donnant les références utiles à sa vérifiabilité et en les liant à la section « Notes et références ».
Piène-Haute (Piena en italien - Penna en ligurien) est un village ayant statut de hameau français, appartenant à la commune de Breil-sur-Roya, dans les Alpes-Maritimes, situé à 600 mètres et plongeant sur les méandres de la Roya.

## Historique

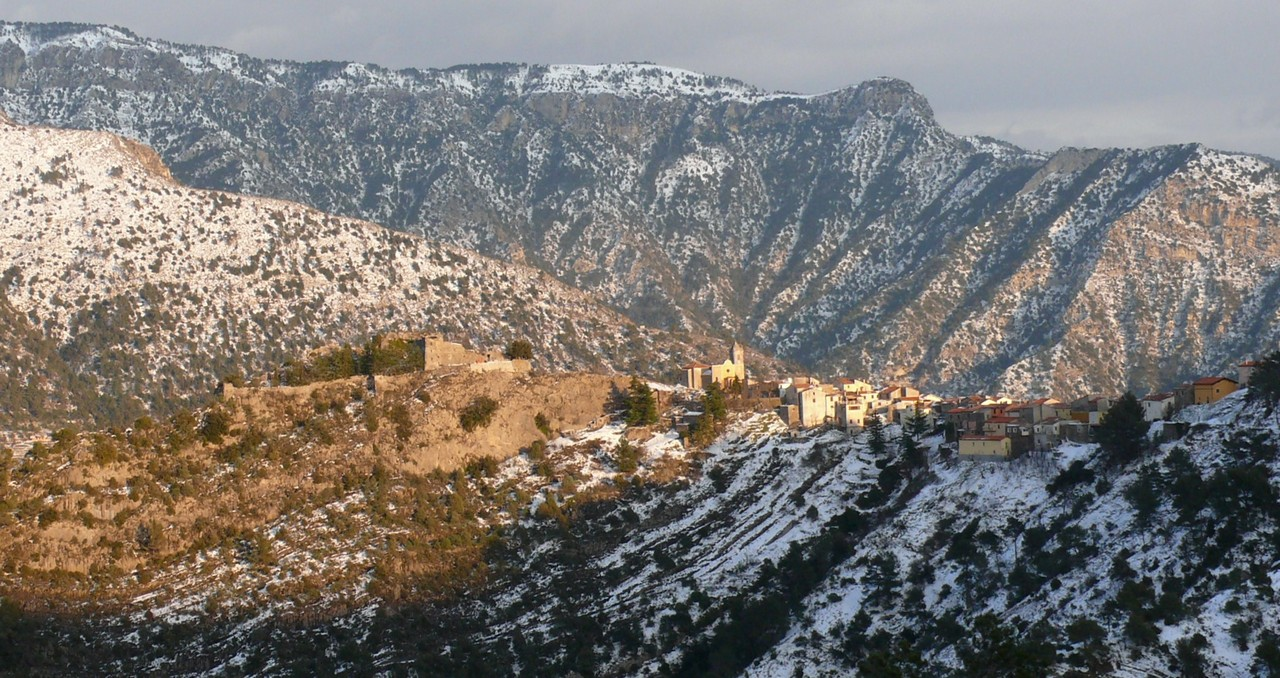
Piène-Haute et son château

C’est au VIe siècle que Piene cesse d’être considéré comme un lieu-dit. Édifié par les habitants de la vallée de la Roya pour fuir les invasions sarrasines, le château au bout de l’éperon rocheux (pen en est la racine celtique et veut dire sommet) se voit adjoindre petit à petit des maisons habitées par des paysans et des forestiers.
Le château et le village sont alors fortifiés par les seigneurs de Vintimille, village côtier, qui en font la clef de voûte de leur arrière défense.
Ainsi le destin de Piene est lié à la petite ville maritime, elles intégreront ensemble la république de Gênes en 1142. Leurs rapports privilégiés seront continuellement contrariés par les luttes intestines. 
Avec son château qui représentait un obstacle sur la voie commerciale du Piémont à la Méditerranée, Piene a subi tout au long des siècles l’occupation militaire de ses puissants voisins : Royaume de France, Duché de Savoie, Royaume d’Espagne, seigneurs Austro Sardes, comtes de Menton et déjà la puissante famille Grimaldi, seigneurs de Monaco.
Que ce soit sous la domination de l’une ou l’autre des puissances voisines, la communauté Pienasque conservera jusqu’au début du XXe siècle son propre règlement et un semblant d’autonomie. Au fil du temps, elle a vu sa population arriver au millier d’habitants.
Le village tel qu’on le découvre sous sa forme actuelle, a été pratiquement reconstruit dans la première partie du XIXe siècle, alors que le château était abandonné depuis longtemps.
Une ruelle en pente rapide débouche au sortir d’un porche sur la vieille place quadrangulaire où les Pienasques jurèrent en 1672 « Ciutost de s’arrendí, muiren » (« Plutôt que de nous rendre, nous mourrons ») pour marquer leur volonté de conserver leur village en dépit des menaces ennemies. Sur cette place s’ouvre la chapelle Sainte-Élisabeth construite par les Pénitents blancs des îles de Lérins.
Les moines qui possédaient de vastes propriétés ont introduit la culture de l’olivier.
La rue du château mène en quelques rampes à une nouvelle place construite à la fin du XVIIIe siècle, comblant en partie le précipice qui séparait les dernières maisons, de l’église et du château.
De cette place la vue s’ouvre sur les campagnes de Mateugna cultivées depuis le haut Moyen Âge.
Près de l’église un point de vue culmine au-dessus des méandres de la Roya et offre une vision extraordinaire sur les 6 hameaux de Libre situés sur l’autre versant de la vallée.
Piène-Haute de 1860 à 1947 fut rattachée à la commune de Olivetta San Michele, province d'Imperia. 

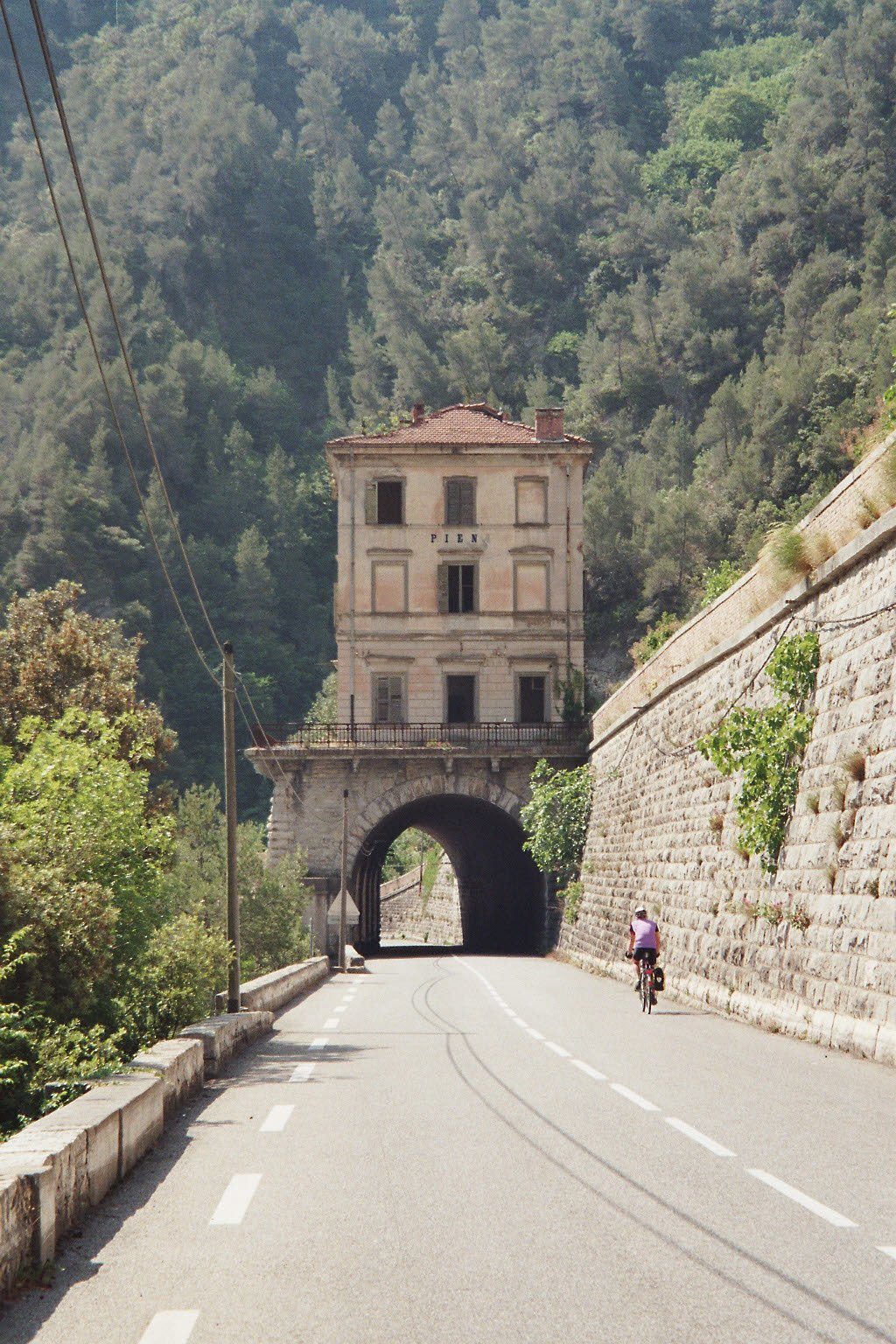
La gare de Piène à Piène-Basse construite au-dessus de la route reliant Vintimille à Breil-sur-Roya

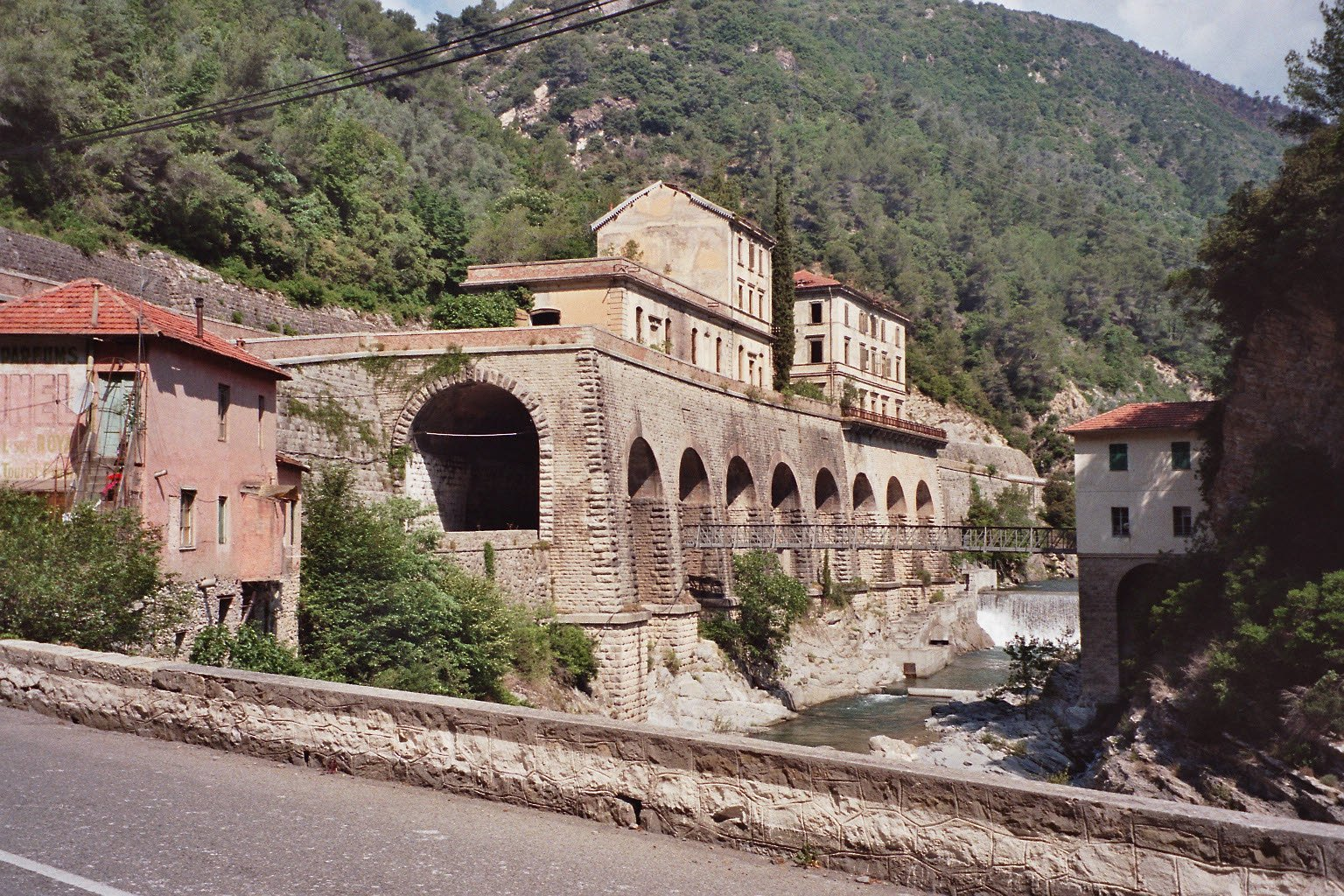
La gare de Piène à Piène-Basse

Un projet de ligne de chemin de fer reliant Vintimille à Coni par le col de Tende et la vallée de la Roya est étudié dès 1857. Les travaux n'ont commencé, à partir de Coni qu'en 1887. En 1908, la construction de la ligne a démarré dans la basse vallée de la Roya entre Vintimille et la frontière, en direction de Breil-sur-Roya. En 1914, la construction de la ligne est interrompue en France à cause de la Première Guerre mondiale mais ils progressent en Italie, vers La Brigue, au nord, et vers Piène au sud jusqu'en 1915, lorsque l'Italie entre dans le conflit en déclarant la guerre à l'Autriche-Hongrie.
Le 30 octobre 1928 a lieu l’inauguration suivie de la mise en exploitation des deux lignes Coni - Vintimille d'une part et Nice - Breil-sur-Roya d'autre part
La gare de Piène construite par les Italiens en 1927 est abandonnée en 1944 après les nombreuses destructions faites par  les troupes allemandes en retraite. Piène étant devenue un village français en 1947, la gare n'a pas été remise en service par la SNCF quand la circulation des trains a été rétablie en 1979.
Lors du traité de paix signé à Paris le 10 février 1947, plusieurs hameaux devinrent français et intégrèrent la commune de Breil-sur-Roya, notamment « Piena » (Piène-Haute), « Libri » (Libre) et le poste-frontière de « Ravai » (Piène-Basse), en partie à l’abandon depuis la suppression de la douane et de la gare. On notera que l'annexion par la France de Piene ne fut approuvée que par 65 % des votants le 12 octobre 1947, les ressortissants pro-italiens ayant déjà quitté la région à la fin de l'été.

## Lieux et monuments
- Le château de Piène
- L’église Saint-Marc repose sur les fondations d’une chapelle dédiée à sainte Maure, construite en 1422. Ses autels sont au nombre de 7, ils sont dédiés à saint Marc, sainte Maure, saint Bernard, Notre-Dame des Carmes, Notre-Dame du Rosaire, les Âmes du Purgatoire et le Saint Esprit.
- La chapelle Notre-Dame-de-la-Visitation de Piène-Haute

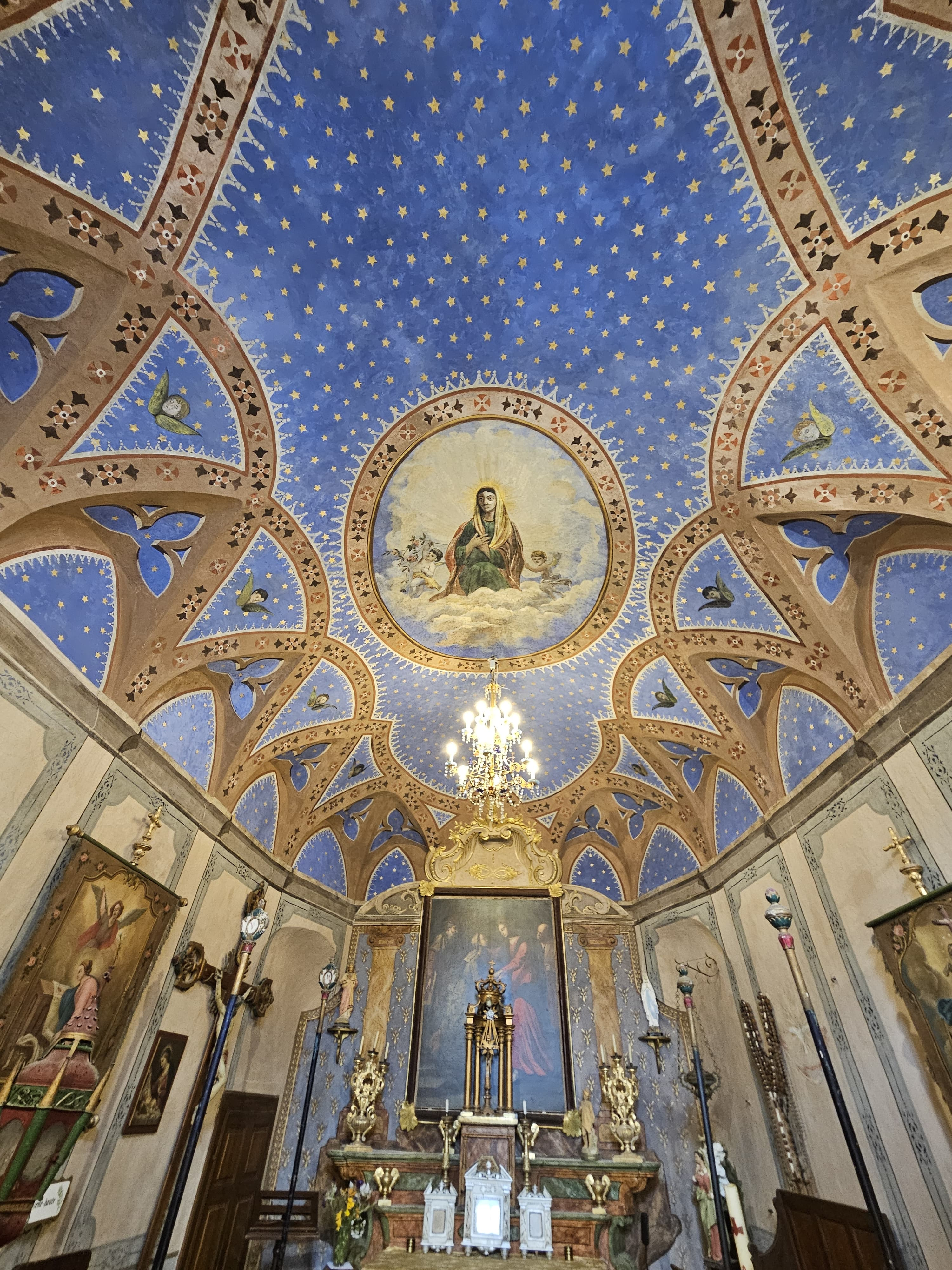
Intérieur chapelle des Pénitents blancs après restauration de 2024-2025
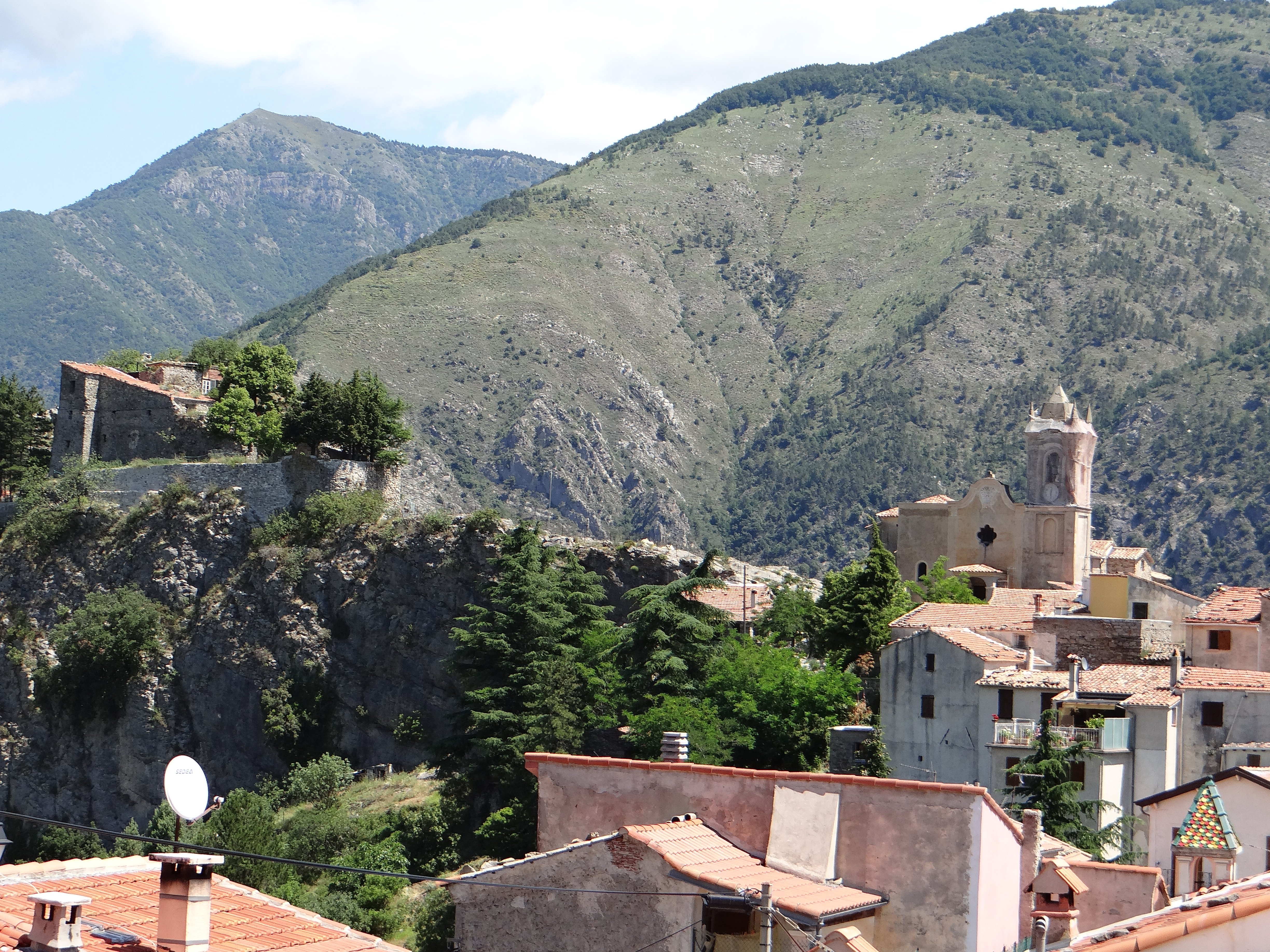
Le château et l'église Saint-Marc
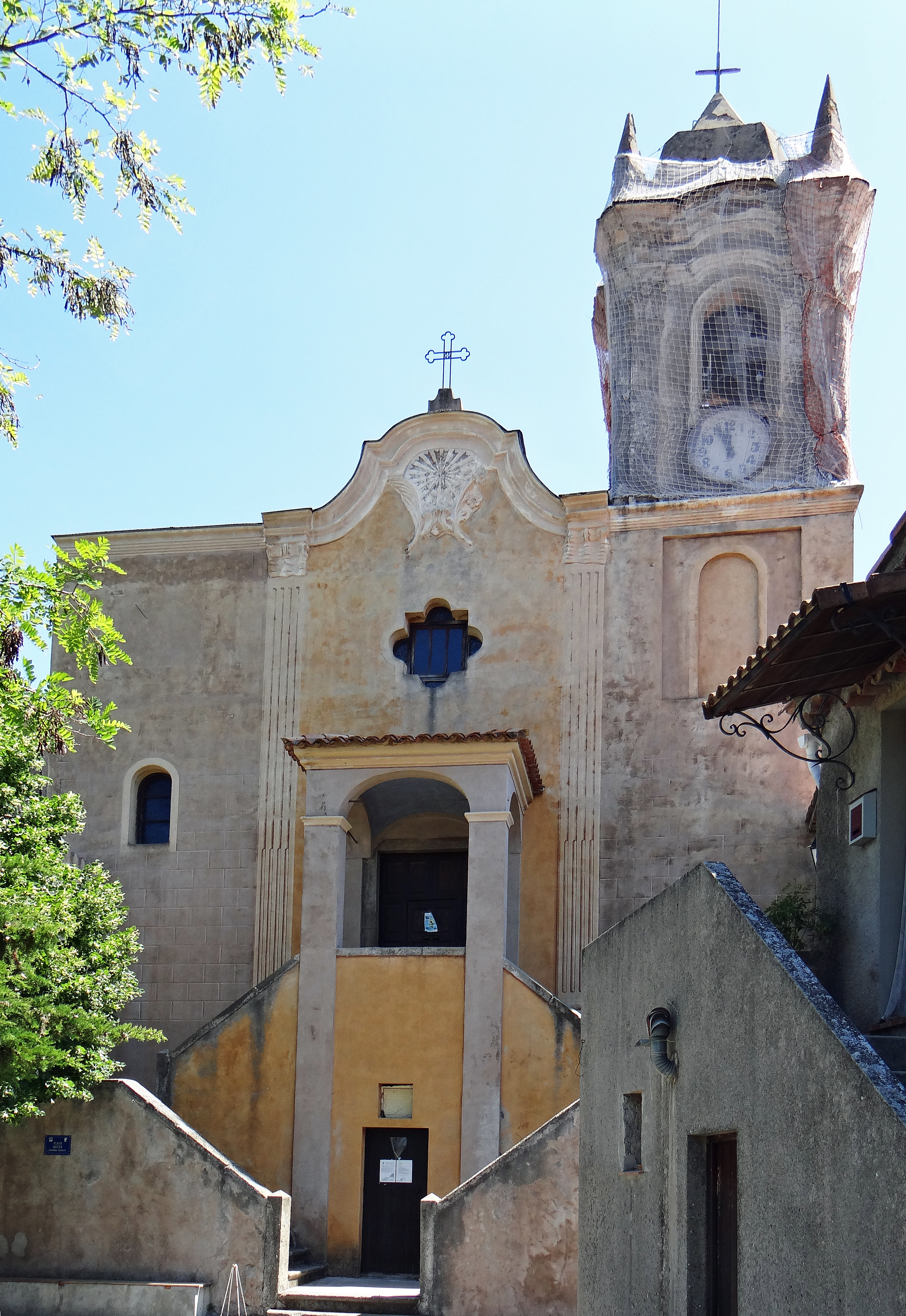
Église Saint-Marc
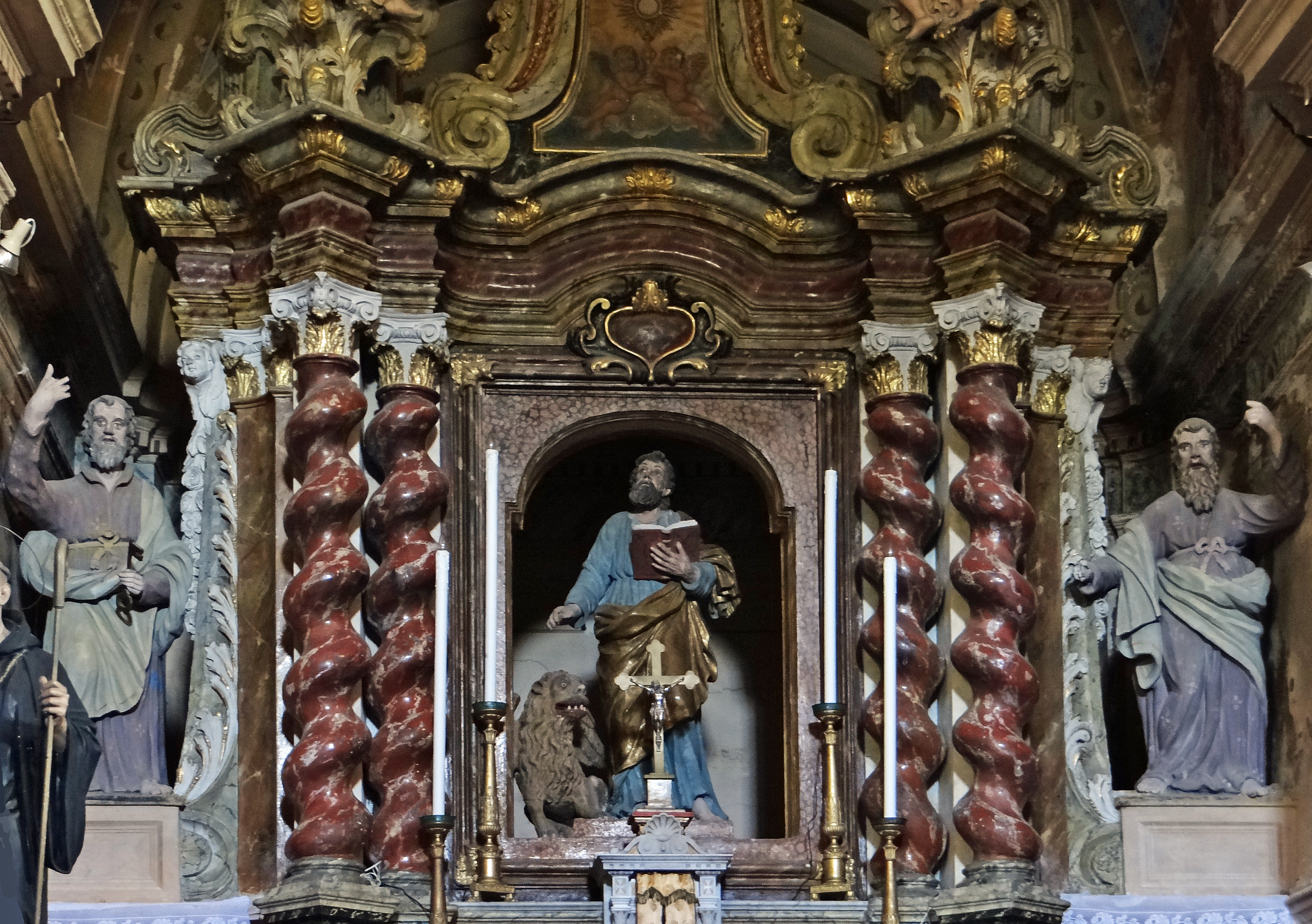
Retable dédié à saint Marc dans l'église
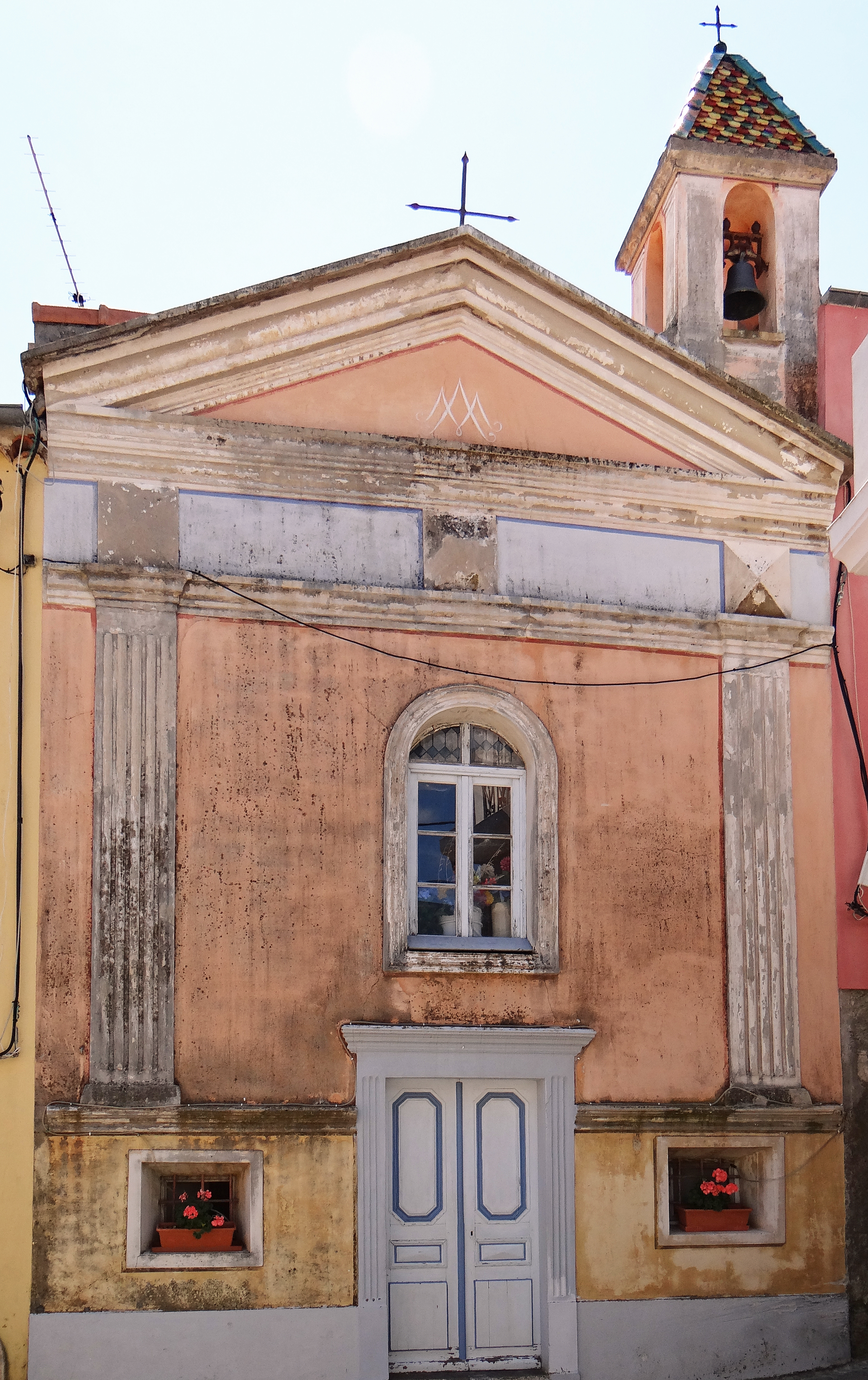
Chapelle des Pénitents blancs
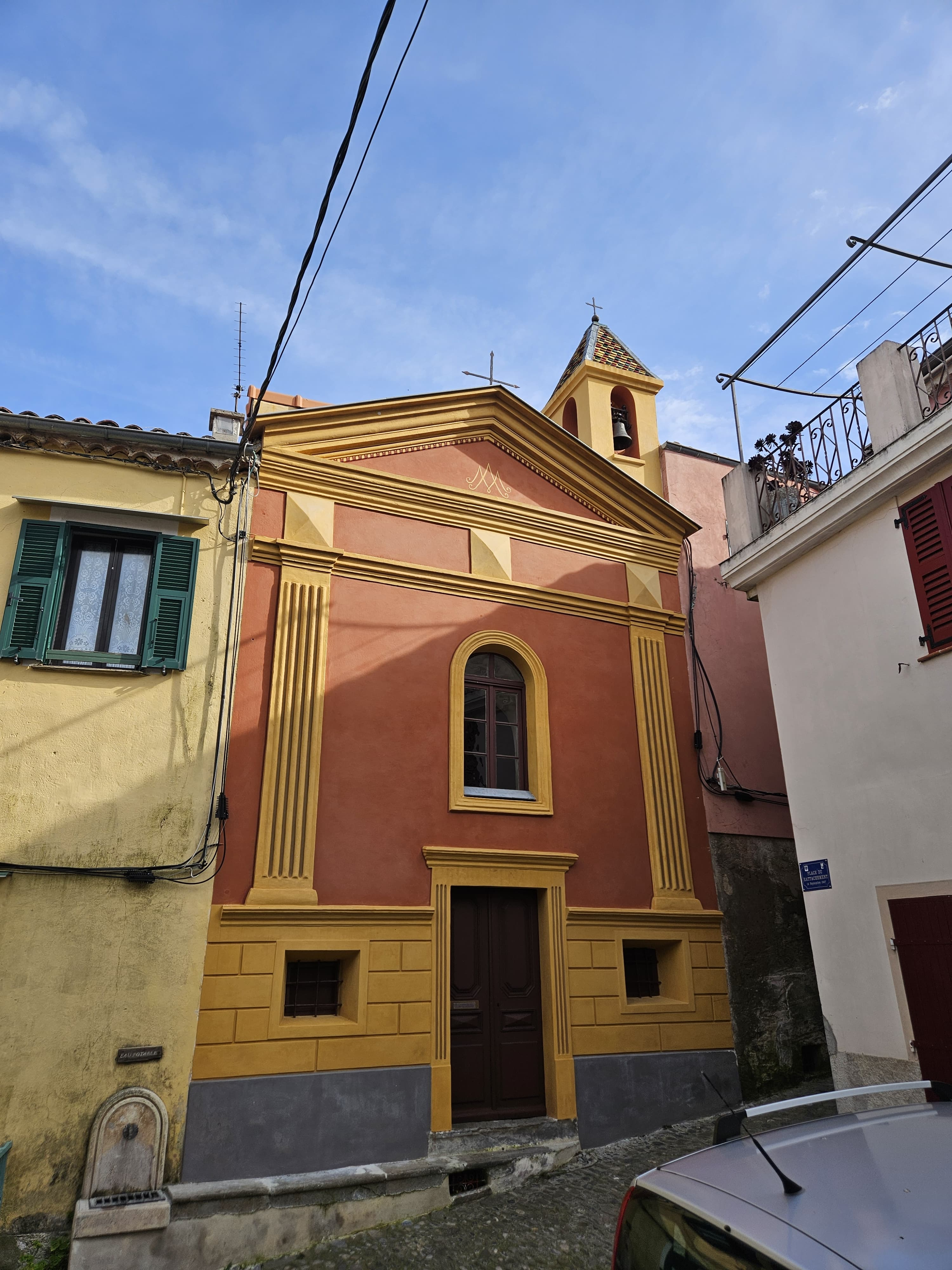
Chapelle des Pénitents blancs après restauration de 2024-2025